# Kopelates virgata
Kopelates virgata är en fjärilsart som beskrevs av Druce 1891. Kopelates virgata ingår i släktet Kopelates och familjen juvelvingar. Inga underarter finns listade i Catalogue of Life.